# Bakomfilm
Bakomfilm (engelska: behind-the-scenes, BTS eller making-of) är en typ av dokumentärfilm. Den behandlar produktionen av en viss film eller ett visst TV-program och medföljer ofta DVD-boxar med filmen eller TV-programmet.
En bakomfilm kan användas som marknadsföringsmaterial och ger konsumenten mer insyn i omständigheterna runt film eller program, med intervjuer och annat material. I utbildningar för filmskapare poängteras ibland behovet att även kunna dokumentera själv inspelningsprocessen, som ett sätt att öka sina kunskaper om bra eller dåliga erfarenheter i filmskapandet. En bakomfilm kan även innehålla rent tekniska omständigheter kring produktion och efterarbete.
En bakomfilm kan vara av varierande längd men är ofta av kortfilmsformat. Redan under stumfilmseran producerades bakomfilmer, ibland med syfte att förklara hur en filminspelning går till.